# Jüri Ratas
Jüri Ratas (Tallinn, 2 juli 1978) is een Estisch politicus. Tussen november 2016 en januari 2021 was hij premier van Estland. Sinds 18 maart 2021 is hij voorzitter van de Riigikogu.

## Biografie
Ratas studeerde aan de Technische Universiteit Tallinn. Hij is lid van de progressief-liberale Estse Centrumpartij en sinds eind 2016 de politiek leider van deze partij, als opvolger van Edgar Savisaar.
In 2005 werd Ratas op 27-jarige leeftijd de jongste burgemeester in de geschiedenis van de Estische hoofdstad Tallinn. In april 2007 nam hij zitting in de Riigikogu, het nationale parlement. Toen in het najaar van 2016 de regering van Taavi Rõivas viel, werd Ratas de nieuwe premier van Estland. Zijn eerste kabinet was aan de macht tot april 2019, waarna hij tot januari 2021 zijn tweede kabinet leidde. Ratas stapte vroegtijdig op nadat zijn partij beschuldigd werd van corruptie. Als premier werd hij opgevolgd door Kaja Kallas.
Ratas is getrouwd en vader van twee zonen en een dochter.
- Gemeinsame Normdatei: 1120411025
- Virtual International Authority File: 3510148122896895200000